# Benkara rectispina
Benkara rectispina är en måreväxtart som först beskrevs av Elmer Drew Merrill, och fick sitt nu gällande namn av Colin Ernest Ridsdale. Benkara rectispina ingår i släktet Benkara och familjen måreväxter.
Artens utbredningsområde är Hainan (Kina). Inga underarter finns listade i Catalogue of Life.